# Abierto de Australia 1971
Lista de los campeones del Abierto de Australia de 1971:

## Individual masculino
Ken Rosewall (AUS) d. Arthur Ashe (USA), 6–1, 7–5, 6–3

## Individual femenino
Margaret Court (AUS) d. Evonne Goolagong (AUS), 2–6, 7–6, 7–5

## Dobles masculino
John Newcombe/Tony Roche (AUS)

## Dobles femenino
Evonne Goolagong (AUS)/Margaret Court (AUS)
| Predecesor: 1970                           | Abierto de Australia 1971 | Sucesor: 1972                         |
| Predecesor: Abierto de Estados Unidos 1970 | Grand Slam 1971           | Sucesor: Torneo de Roland Garros 1971 |

- Datos: Q290376